# Trinity Seven: 7-nin no Masho Tsukai
Trinity Seven: 7-nin no Masho Tsukai (jap. トリニティセブン 7人の魔書使い, dt. „Trinity Seven: die sieben Zauberbuch-Benutzer“) ist eine seit 2010 laufende Manga-Reihe von Kenji Saitō und Akinari Nao, die 2014 auch als Anime-Fernsehserie adaptiert wurde.

## Handlung
Im Zentrum der Handlung steht der Teenager Arata Kasuga, der mit seiner Cousine Hijiri Kasuga zusammenlebte, bis eines Tages am Himmel eine schwarze Sonne erschien, die die Stadt zerstörte und alle Einwohner auflöste. Bevor auch sie verschwand, gab ihm Hijiri ein Zauberbuch, mit dem er unbewusst eine Illusion der früheren Stadt einschließlich Hijiri erzeugte. Wenige Tage später erscheint die Zauberin Lilith Asami, die ihn aus dieser Illusion befreit und ihn vor die Wahl stellt, entweder das Zauberbuch auf Grund seiner immensen Macht zu vernichten und alle Erinnerungen an das Ereignis zu verlieren oder zu sterben. Er entscheidet sich für den dritten Weg, selbst ein Magier zu werden, um eine Möglichkeit zu finden, Hijiri wieder zurückzuholen. Lilith führt ihn daraufhin in die Königliche Biblia-Schule (王立ビブリア学園, Ōritsu Biburia Gakuen) ein, an der sie lehrt. Der Schulleiter erklärt ihm, dass er – um Hijiri zurückzuholen – die Zusammenarbeit der sieben mächtigsten Zauberinnen an der Schule benötigt: Lilith Asami, Arin Kannazuki, Levi Kazama, Mira Yamana, Akio Fudō, Yui Kurata und Lieselotte Sherlock. Jeder Magier ist dabei auf ein bestimmtes Thema (テーマ, Tēma) spezialisiert, das im Gegensatz zum eigenen Charakter steht bzw. eine Sache von der der Magier am weitesten entfernt ist und einem der nach den Sieben Todsünden benannten Magiearchive (書庫, Ākaibu) zugeordnet ist.

## Figuren
Arata Kasuga (春日 アラタ, Kasuga Arata)
Arata ist der Protagonist der Handlung. Er besitzt ein großes magisches Potential, was ihm erst erlaubte, einen so starken Zauber wie die Illusion einer kompletten Stadt zu wirken, so dass er auch als „Dämonenkönig-/Magiekönig-Kandidat“ (魔王候補, maō kōho) bezeichnet wird. Da er nach Normalität strebt und es vorzieht, wenn auch andere so leben können, wie es ihnen beliebt, ist er Superbia, der Hochmut, zugeordnet mit dem Thema Imper (支配, Imperu), die Kontrolle, was ihm die Fähigkeit gibt, fremde Magie zu neutralisieren und kopieren.
Lilith Asami (浅見 リリス, Asami Ririsu)
Lilith ist im gleichen Alter wie Arata, jedoch Lehrerin an der Königlichen Biblia-Schule. Sie hat ein ernstes Wesen und eine attraktive Figur, was sie oft zum Ziel von Aratas und Levis Anzüglichkeiten macht, zumal sie diesbezüglich sehr empfindlich ist. Sie ist Luxuria, der Wollust, zugeordnet, und ihr Thema ist Abies (生命, Abiesu), das Leben, wobei ihre Magie die Outer Alchemic (錬金術, Autā Arukemikku), die Alchemie, ist. Sie kämpft mit magisch erzeugten Schusswaffen, was sich auch darin ausdrückt, dass sie ein Barett trägt.
Arin Kannazuki (神無月 アリン, Kannazuki Arin)
Arin ähnelt im Aussehen stark Aratas Cousine Hijiri und sieht sich als zukünftige Ehefrau des Dämonenkönigs und damit Aratas. Sie hat einen stoischen und emotionsarmen Charakter, wobei ihr zerstörerischer Zorn unvorstellbar ist, so dass sie sich dem Thema Ruina (崩壊, Ruīna), Niedergang, aus dem Archiv Ira, Zorn, widmet. Sie verwendet die Zerstörungsmagie Chaosic Rune (聖儀術, Kaoshikku Rūn). Arin ist zudem sozial recht unbeholfen – so besitzt sie keine Scham – und hat die Angewohnheit, auf ihr unpassendes Verhalten angesprochen mit einem fragenden Muzukashii no ne… (難しいのね…, „Das ist schwierig“, im Anime mit einem resignierenden „Ist das kompliziert...“ übersetzt) zu antworten.
Levi Kazama (風間 レヴィ, Kazama Revi)
Levi ist eine Kunoichi (weibliche Ninja) und damit auf Attentats- und nach eigener Aussage Schlafzimmertechniken spezialisiert. Sie hat einen sehr umgänglichen Charakter und versteht sich besonders gut mit Arata, insbesondere wenn beide Lilith zusammen aufziehen. Da Ninja Einzelgänger sind und daher keine Erwartungen an andere haben, ist ihr Thema Expecto (期待, Ekusupekuto), die Erwartung, aus der Gruppe Invidia, Eifersucht. Ihre Ninja-Techniken werden als Shamanic Spell (忍法術, Shāmanikku Superu) bezeichnet. Levis Erkennungszeichen ist, dass sie zu allen Anlässen einen Schal trägt.
Mira Yamana (山奈 ミラ, Yamana Mira)
Mira ist die Vorsitzende von Grimoire Security (王立図書館検閲官, Gurimowāru Sekyuriti, wörtlich: „Inspektorat/Zensorat der Königlichen Bibliothek“), d. h. für die Sicherheit an der Schule verantwortlich. Als solche ist es auch ihre Aufgabe jene Magier zu beseitigen, deren Magie außer Kontrolle gerät, was als „Zerfallsphänomen“ (崩壊現象, hōkai genshō) bezeichnet wird, wie es Aratas Schwarze Sonne war. Daher steht sie ihm anfangs feindlich gegenüber. Sie ist Superbia zugeordnet, und ihr Thema ist Iustitia (正義, Yūsutitia), die Gerechtigkeit, und ihre Magie ist Gehenna Scope (映晶術, Gehena Sukōpu), mit dem sie andere Magie reflektieren und auf Schwachpunkte analysieren kann.
Akio Fudō (不動 アキオ, Fudō Akio)
Akio ist die Partnerin von Mira und auf waffenlosen Nahkampf, insbesondere magisch verstärkte Tritttechniken spezialisiert, mit denen sie selbst Mauerwerk durchbrechen kann. Sie ist eine frühere Spriggan (秘宝巫女, Supurigan, wörtlich: „Schatzpriesterin“) der Himmelsbibliothek. Sie ist mit 1,70 m vergleichsweise hochgewachsen, besitzt jedoch die Eigenschaft bei Verlust ihrer Magiekräfte den Körper eines Kindes anzunehmen. Da sie ihren Glauben verlor, ist ihr Thema Fides (信仰, Fidesu), der Glauben, aus der Gruppe Gula, der Völlerei, während ihre Magie Mantra Enchant (真言術, Mantora Enchanto) genannt wird.
Yui Kurata (倉田 ユイ, Kurata Yui)
Yui lebt abgeschieden von den restlichen Schülerinnen in den Kellergewölben der Schule, wobei sie sich selbst in eine Traumwelt zurückzieht, in der sie auch ein idealisiertes Aussehen annimmt. Nachdem sie von Arata gerettet wurde, zeigt sie sich ihm gegenüber sehr anhänglich. Da sie bereitwillig alles teilt, ist sie Avaritia, dem Geiz, zugeordnet und hat wegen ihrer zurückgezogenen Lebensweise das Thema Amicitia (友情, Amikitia), die Freundschaft. Ihre Magie nennt sich Arch Symphony (重唱術, Āku Shinfonī), mit der sie andere Magie verstärken kann.
Lieselotte Sherlock (リーゼロッテ＝シャルロック, Rīzerotte Sharurokku)
Lieselotte war einst die stellvertretende Vorsitzende von Grimoire Security, bis sie diese Position ausnutzte, um ebenfalls eine Dämonenkönig-Kandidatin zu werden. Als umtriebiger, zur Voreile neigender Charakter ist sie Acedia, der Faulheit, zugeordnet, und ihr Thema ist Stagna (停滞, Sutaguna), der Stillstand. Mit ihrer Logos Art (数秘術, Rogosu Āto, wörtlich: Numerologie) genannten Magie kann sie die Magie von Anderen stehlen.
Selina Sherlock (セリナ＝シャルロック, Serina Sharurokku)
Selina ist Lieselottes jüngere Zwillingsschwester sowie bei der Schulzeitung und als solche immer in der Nähe von Aratas Gruppe. Ihre Magie ist ebenfalls Logos Art, ihr Thema jedoch Ligare, was ihr erlaubt, andere magisch zu fesseln. Anders als ihre Zwillingsschwester ist sie kein Mitglied der „Trinity Seven“.
Sora (ソラ)
Sora ist das sprechende Zauberbuch Aratas und auch als Astil-Manuskript (アスティルの写本, Asutiru no shahon) bekannt, dem man nachsagt, Wissen aus einer anderen Welt zu besitzen. Sora hat diesen Spitznamen von Hijiri erhalten.

## Veröffentlichung
Der Manga mit dem Text von Kenji Saitō und den Zeichnungen von Akinari Nao erscheint seit dem 9. Dezember 2010 (Ausgabe 1/2011) im Manga-Magazin Dragon Age bei Kadokawas Imprint Fujimi Shobō. Bisher (Stand: Dezember 2020) wurden die Kapitel in 24 Sammelbänden (Tankōbon) zusammengefasst.
In Frankreich erscheint der Manga seit November 2013 bei Panini Manga und in den USA wurde er Oktober 2014 von Yen Press lizenziert und erscheint seit Mai 2015.
Zudem erschienen mehrere Spin-offs von folgenden Zeichnern:
- Sutarō Hanao: Trinity Seven: Levy Ninden (トリニティセブン レヴィ忍伝; 2015–2017, 3 Bände)
- Misaki Mori: Trinity Seven-san (トリニティセブンさん; 2017, 1 Band), Gag-Manga
- Chaco Abeno: Trinity Seven: Liese Chronicle (トリニティセブン リーゼクロニクル; 2017–2018, 3 Bände)
- Misaki Mori: Trinity Seven: Seven Days (トリニティセブン セブンデイズ; 2019, 1 Band)
- Bcoca: Trinity Seven: Anastasia Seiden (トリニティセブン アナスタシア聖伝; seit 2019, bisher 2 Bände)
- Yōichi Nishio: Trinity Seven – Revision (トリニティセブン -リヴィジョン-; seit 2019, bisher 1 Band)

## Adaptionen

### Anime
Studio Seven Arcs Pictures adaptierte den Manga als Anime-Fernsehserie unter der Regie von Hiroshi Nishikiori mit dem Character Design von Shimpei Tomooka. Die zwölf Folgen, die die ersten 30 Mangakapitel abdecken, wurden vom 8. Oktober bis 24. Dezember 2014 nach Mitternacht (und damit am vorigen Fernsehtag) auf TV Tōkyō ausgestrahlt, gefolgt von TV Aichi, TV Ōsaka und AT-X.
Crunchyroll streamt die Serie als Simulcast mit deutschen, englischen und italienischen Untertiteln weltweit außer Asien, sowie Viewster mit deutschen, englischen und französischen Untertiteln in Europa und Australien.
Der Sonderausgabe des elften Mangabandes war eine Bonusfolge (OVA) nach einem Skript von Kenji Saitō beigelegt.
Auf der AnimagiC 2016 gab KSM Anime bekannt, dass der Publisher die Serie in Deutschland auf den Markt bringen wird.

#### Musik
Die Serienmusik stammt von Technoboys Pulcraft Green-Fund. Der Vorspanntitel Seven Doors wurde von ZAQ getextet, komponiert und gesungen. Für den Abspann kommen vier verschiedene Titel zum Einsatz, die von je zwei der Synchronsprecherinnen unter ihrem Rollennamen gesungen werden: BEAUTIFUL≒SENTENCE von „Magus Two (Asami Lilith & Kannazuki Arin)“, SHaVaDaVa in AMAZING♪ von „YuiLevi♡ (Kazama Levi & Kurata Yui)“, ReSTART “THE WORLD” von „TWINKle MAGIC (Lieselotte Sherlock & Selina Sherlock)“ und TRINITY×SEVENTH＋HEAVEN von „Security Politti (Yamana Mira & Fudō Akio)“.

### Hörspiel
Bei Frontier Works erschien am 7. September 2012 ein Hörspiel in drei Kapiteln, das Ausgabe 4–5/2012 des Mangamagazins Dragon Age beigelegt war.

### Synchronisation
| Rolle               | japanischer Sprecher (Seiyū) | japanischer Sprecher (Seiyū) | deutscher Sprecher   |
| Rolle               | Hörspiel                     | Anime                        | Anime                |
| ------------------- | ---------------------------- | ---------------------------- | -------------------- |
| Arata Kasuga        | Yoshimasa Hosoya             | Yoshitsugu Matsuoka          | Patrick Keller       |
| Hijiri Kasuga       | Noriko Shitaya               | Ayaka Suwa                   | Moira May            |
| Sora                | Mariya Ise                   | Rie Kugimiya                 | Katrin Heß           |
| Lilith Asami        | Ai Kayano                    | Yumi Hara                    | Iris Hassenzahl      |
| Arin Kannazuki      | Noriko Shitaya               | Aya Uchida                   | Signe Zurmühlen      |
| Levi Kazama         | Saki Fujita                  | Ayane Sakura                 | Christiane Werk      |
| Mira Yamana         | Suzuko Mimori                | Yōko Hikasa                  | Jana Schölermann     |
| Akio Fudō           | Yū Kobayashi                 | Ryōka Yuzuki                 | Fabienne Hesse       |
| Yui Kurata          | Rumi Ōkubo                   | Rie Murakawa                 | Meri Dogan           |
| Lieselotte Sherlock | Ayumi Fujimura               | Nao Tōyama                   | Patricia Strasburger |
| Selina Sherlock     | Shiori Mikami                | Aya Suzaki                   | Winnie Brandes       |
| Schulleiter         | Kōji Yusa                    | Shin’ichirō Miki             | Markus Haase         |

### Light Novel
Zum Manga wurde ein Spin-off in Form einer Light-Novel-Serie namens Trinity Seven: 7-nin no Masho Tsukai The Novel (トリニティセブン 7人の魔書使い The Novel) angekündigt, die von Kenji Saitō geschrieben und von Akinari Nao illustriert wird. Der erste Band Night Episode to Lost Memory (深夜挿話と過去記憶, Naito Episōdo to Rosuto Memorī. ISBN 978-4-04-070267-4) erschien am 8. November und der zweite Band Eternity Library to Alchemic Girl (悠久図書館と錬金術少女, Etāniti Raiburarī to Arukemikku Gāru. ISBN 978-4-04-070352-7) am 29. Dezember 2014.